# Оспедалетто-Еуганео
Оспедалетто-Еуганео, Оспедалетто-Еуґанео (італ. Ospedaletto Euganeo, вен. Ospedałeto Euganeo) — муніципалітет в Італії, у регіоні Венето, провінція Падуя.
Оспедалетто-Еуганео розташоване на відстані близько 380 км на північ від Рима, 65 км на південний захід від Венеції, 30 км на південний захід від Падуї.
Населення — 5832 особи (2014).
Щорічний фестиваль відбувається 24 червня. Покровитель — святий Іван Хреститель.

## Демографія
Населення за роками:

Станом на 1 січня 2023 року в муніципалітеті офіційно проживали 533 іноземці з 29 країн, серед них 225 громадян країн Євросоюзу та 28 громадян України.

## Сусідні муніципалітети
- Карчері
- Есте
- Лоццо-Атестіно
- Новента-Вічентіна
- Понсо
- Салетто
- Санта-Маргерита-д'Адідже